# 化工街道 (葫芦岛市)
化工街道，是中华人民共和国辽宁省葫芦岛市连山区下辖的一个乡镇级行政单位。

## 行政区划
化工街道下辖以下地区：
明化社区、盛化社区、滨化社区、新化社区、利化社区、顺化社区、昌化社区、安化社区、宁化社区、靖化社区、博化社区、永化社区、吉化社区、惠民社区、建化社区和兴化社区。